# Nus (álbum)
Nus é o décimo segundo álbum do grupo português Mão Morta, lançado em 2004.
Editado em CD, em 13 de Abril de 2004, pela editora independente de Braga, Cobra, com a referência CBR0404003CD, teve edição em vinil, em Junho de 2004, pela editora independente de Coimbra Lux Records, com o número de catálogo LUXLP014. Conta com as vozes convidadas dos cantores Marta Ren (Sloppy Joe) e Miguel Guedes (Blind Zero) e do actor Pedro Laginha.

## Curiosidades
O título faz referência ao primeiro verso – “Vi os melhores espíritos da minha geração destruídos pela loucura, esfomeados histéricos nus,” – do poema Uivo (Howl), do poeta norte-americano Allen Ginsberg, que serviu de mote à concepção do álbum. O disco é uma elegia à “geração lisérgica bracarense”.

### Gumes
"A primeira canção, Gumes, tem 25 minutos de duração. Pode ser considerada mais uma peça musico-teatral, pois em vez de exprimir um sentimento como é habitual na maioria das canções, esta exprime também uma ideologia. Essa ideologia prende-se claramente com um sentimento de revolta de como a sociedade está organizada e, de articulação com o transcendente."
Dado a intensidade do seu conteúdo, esta música não é aconselhada a ser ouvida por crianças.

## Faixas
Lado 1
1. Gumes (Adolfo Luxúria Canibal / Miguel Pedro)

Lado 2
1. Gnoma (Adolfo Luxúria Canibal / Miguel Pedro)
2. Vertigem[1] (Adolfo Luxúria Canibal / António Rafael)
3. Estilo (Adolfo Luxúria Canibal / António Rafael)
4. Tornados (Adolfo Luxúria Canibal / António Rafael)
5. Cárcere (Adolfo Luxúria Canibal / Vasco Vaz)
6. Morgue (Adolfo Luxúria Canibal / Sapo)

## Ficha Técnica
Adolfo Luxúria Canibal – voz /
Miguel Pedro – bateria, programações, sintetizador, voz /
António Rafael – guitarra, piano, sintetizador, programações, voz /
Sapo – guitarra, voz /
Vasco Vaz – guitarra, voz /
Joana Longobardi – baixo, contrabaixo /
Miguel Guedes – voz /
Pedro Laginha – voz /
Marta Ren – voz /
Adriano Gonçalves – clarinete /
Vasco Leandro – clarinete /
Ângelo Freitas – contrabaixo /
Sacha Ioffe – contrabaixo /
Luís Leite – violoncelo /
André Araújo – viola de arco /
Filipa Abreu – violino /
Rui Guimarães – violino /
Debora Costa – violino /
José Miguel Gomes – violino /
Yacha Mar – viola de arco, violino.
Gravado em Agosto e Setembro de 2003 e Janeiro de 2004 por Nelson Carvalho na Casa do Rolão – Braga e no Estúdio MB – Vila Nova de Gaia e misturado em Fevereiro e Março de 2004 por Nelson Carvalho no Estúdio MB – Vila Nova de Gaia.
Produção de Miguel Pedro, António Rafael e Nelson Carvalho.
Capa de Carlos Sousa Costa.